# 特羅納多拉德蒂拉蘭區
特羅納多拉德蒂拉蘭區（西班牙語：Tronadora），是哥斯達黎加的一個區，位於該國西北部瓜納卡斯特省，處於阿雷納爾湖畔，主要經濟活動是畜牧業。